# لوكاس بيرين
لوكاس بيرين (بالفرنسية: Lucas Perrin) هو لاعب كرة قدم فرنسي، ولد في 19 نوفمبر 1998 في مارسيليا في فرنسا. لعب مع أولمبيك مارسيليا.

## وصلات خارجية
- لوكاس بيرين على موقع رابطة كرة القدم الفرنسية للمحترفين (الإنجليزية)
- لوكاس بيرين على موقع قاعدة بيانات كرة القدم.إي يو (الإنجليزية)
- لوكاس بيرين على موقع ليكيب (الفرنسية)
- لوكاس بيرين على موقع Soccerbase.com (لاعب) (الإنجليزية)
- لوكاس بيرين على موقع Soccerway.com (الإنجليزية)
- لوكاس بيرين على موقع عالم كرة القدم.نت (الإنجليزية)